# Charles Sabouret
Charles Joseph Marie Sabouret, född 8 juni 1884 i Périgueux i Dordogne, död 18 april 1967 i Nice, var en fransk konståkare. Han deltog i olympiska spelen i Antwerpen 1920 (sjunde plats) och Chamonix 1924 (nionde plats) i paråkning tillsammans med sin hustru Simone Sabouret.